# Neoperla lacunosa
Neoperla lacunosa är en bäcksländeart som beskrevs av Navás 1926. Neoperla lacunosa ingår i släktet Neoperla och familjen jättebäcksländor. Inga underarter finns listade i Catalogue of Life.